# Clonorchis sinensis
Clonorchis sinensis é uma espécie de verme achatado do filo Platyhelminthes classe Trematoda, ao qual pertence também o esquistossomo. Sua metacercária causa fascíola hepática chinesa/oriental' ou clonoquíase em animais que comem peixes de água doce como humanos, cachorros e gatos.
É parasita do fígado humano e de outros mamíferos, e se encontra principalmente no trato biliar e vesícula biliar, onde se alimenta daquela secreção. O seu ciclo de vida passa por uma fase larvar dentro de um caramujo e outra no músculo de peixes.

## Distribuição
A clonorquíase, a infeção pelo Clonorchis sinensis, é endémica da China, Rússia, Coreia, Vietnam, Taiwan e outros países continentais do extremo oriente. Estima-se que mais de 20 milhões de pessoas estejam infetadas por este parasita, que também infeta outros mamíferos, como cães e gatos, principalmente se estes se alimentam de peixes portadores das larvas. A infeção é promovida pela contaminação das águas pelas fezes dos animais infetados.

## Ciclo de vida

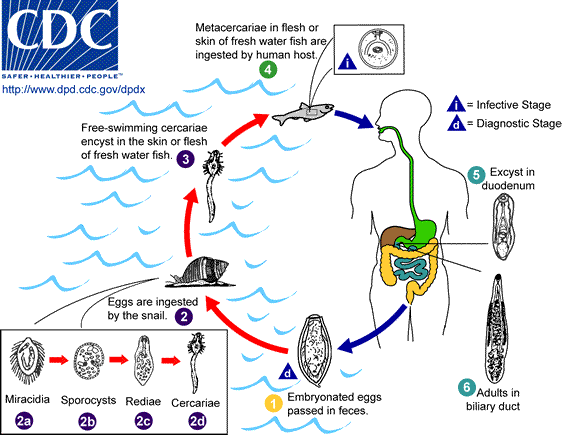
Ciclo de vida do Clonorchis sinensis

O ovo do Clonorchis sinensis desenvolve o primeiro estado larvar, o miracídio, que flutua na água até ser ingerido por um caramujo. No aparelho digestivo do caramujo, o miracídio liberta-se do ovo e transforma-se num esporocisto, um corpo em forma de saco onde, por reprodução assexuada, produz uma certa quantidade de rédias, a terceira fase larvar. As rédias, ainda por reprodução assexuada, produzem um certo número de cercárias, outra fase larvar de vida livre que sai do hospedeiro e se espalha na água.
Em contacto com os tecidos de um peixe, as cercárias perdem a cauda e enquistam, numa forma chamada metacercária. É este quisto que, se for consumido com a carne crua ou mal cozinhada, liberta a forma adulta no aparelho digestivo do animal que a comeu, e migra para o trato biliar, onde vai recomeçar o ciclo, desta vez já por reprodução sexuada, libertando os ovos no intestino, sendo depois expelidos com as fezes.
Os adultos são hermafroditas e produzem ovos cada 1–30 segundos.

## Clonorquíase
O Clonorchis causa Clonorquíase, ou doença hepática do linguado chinês, caracterizada por dores cólicas no quadrante superior direito abdominal (local onde se localiza o fígado). A doença é contraída pelo consumo de peixe cru ou mal-cozido e pode ser assintomática se há poucas larvas de Clonorchis. A presença das larvas no ducto biliar provoca uma reação inflamatória, dano e cicatrização continuo que destrói células hepáticas causando colângio-hepatite.
Quando a infeção é grave, os órgãos afetados podem incluir o intestino e o pâncreas; uma grande quantidade destes vermes pode ainda consumir uma grande parte do bile produzido, provocando problemas de digestão ao hospedeiro, que pode enfraquecer até à morte, se não for tratado. Outra possibilidade é a obstrução da via biliar ou colelitíase.
Um outro caso ligado à clonorquíase é a retinopatia serosa central: num estudo de 80 casos por John Chiao-nan Chang e Yin-Ping Wang, em Hong Kong, revelou que 19% dos pacientes testaram positivos para a infeção por Clonorchis sinensis.

## Colangiocarcinoma
Ao habitar os canais biliares, o Clonorchis induz uma reação inflamatória, hiperplasia epitelial e o constante dano local às vezes resulta na formação de colangiocarcinoma, um câncer de células produtoras de colágeno, cuja incidência é muito maior nas áreas endêmicas.

## Prevenção e tratamento
O tratamento da clonorquíase é difícil, pelo que a melhor política é a prevenção, através da higiene pessoal e coletiva e evitando o consumo de peixe cru, seco ou fumado, principalmente de águas poucos seguras.
O praziquantel e eventualmente outros anti-helmínticos, como o bitionol, albendazol e mebendazol podem ser ativos contra a infecção.